# عزت حرك
من مؤسسى إذاعة القرآن الكريم (مصر). من أشهر برامجه الإذاعية برنامج بريد الإسلام وبرنامج الدين المعاملة إضافة إلى الأمسيات الدينية التي قدمها في أنحاء مصر. توفى الأستاذ عزت حرك إلى رحمة الله في 22 مايو 2008.
نبذة عن الرائد الإذاعى/ عزت حرك
•	الأستاذ /عزت حرك يرحمه الله من مواليد محافظة الدقهلية في الرابع عشر من شهر أبريل عام 1940م
•	تخرج في كلية الآداب جامعة عين شمس قسم اللغة العربية والتحق بالإذاعة المصرية عام 1967.
•	كان من الرعيل الأول (من الإعلاميين) بإذاعة القرآن الكريم وتولي تقديم العديد من البرامج الإذاعية المتميزة منها برنامج الدين المعاملة وبرامج بريد الإسلام/سماء الإنسانية/الأمسيات الدينية
•	تولي الزميل /عزت حرك إدارة برامج الفقة والفتاوى ثم رقي إلي درجة كبير مقدمي البرامج.
•	وبعد رحلة عطاء في خدمة الدعوة الإسلامية من خلال موقعه رحل عنا الأستاذ /عزت حرك في في 15/5/2008م رحمه الله بما قدم للإسلام والمسلمين وأسكنه جنة الفردوس